# Vuelo 541 de Air Philippines
El vuelo 541 de Air Philippines era un vuelo nacional filipino programado operado por Air Philippines desde el aeropuerto Internacional Ninoy Aquino en Manila hasta el aeropuerto Internacional Francisco Bangoy en la ciudad de Dávao. El 19 de abril de 2000, el Boeing 737-2H4 se estrelló en Samal, Dávao del Norte mientras se aproximaba al aeropuerto, matando a los 124 pasajeros y 7 miembros de la tripulación. Sigue siendo el desastre aéreo más mortífero en Filipinas y el tercer accidente más mortífero que involucra al Boeing 737-200, después del vuelo 091 de Mandala Airlines, que se estrelló 5 años después, y el vuelo 113 de Indian Airlines.

## Aeronave

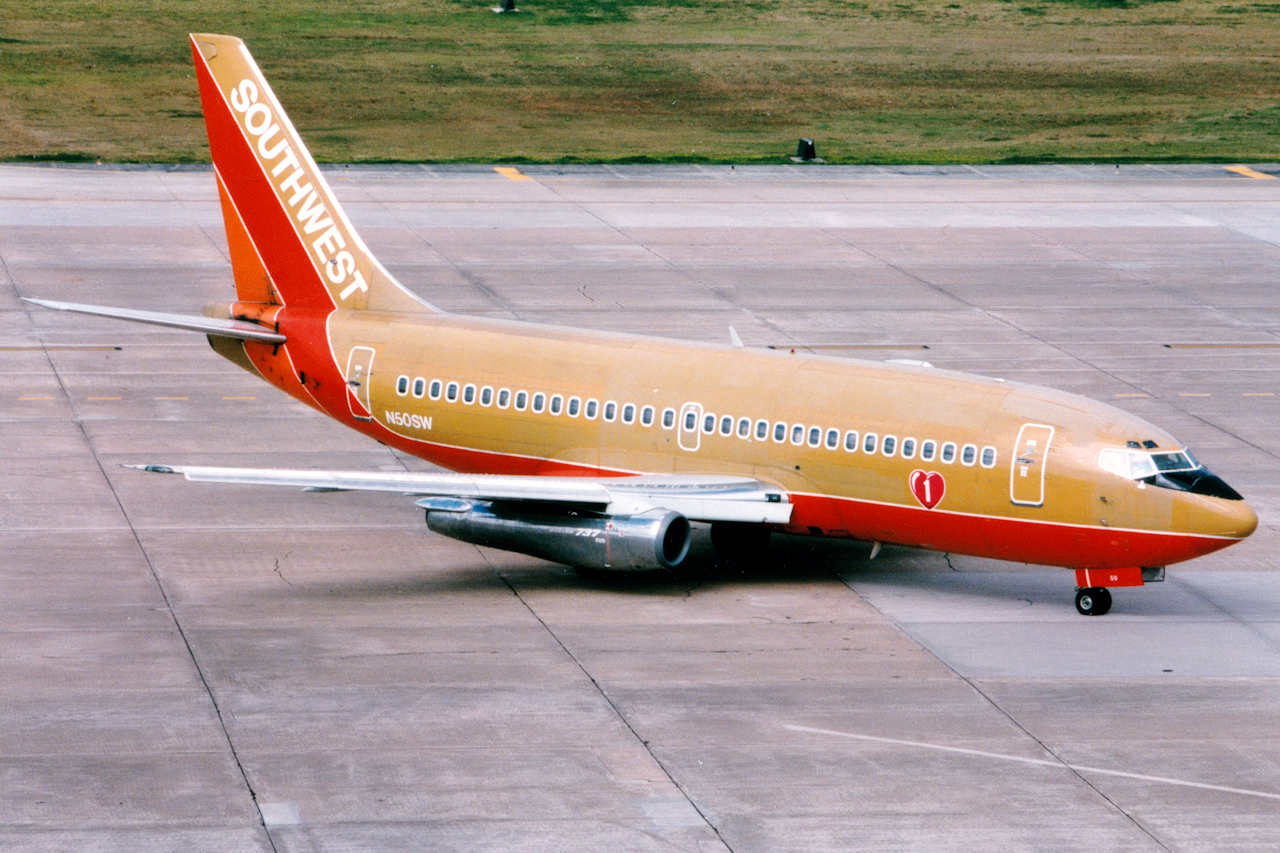
El avión involucrado en el accidente en agosto de 1998, mientras operaba para Southwest Airlines.

El avión, un Boeing 737-2H4, registro RP-C3010 y anteriormente propiedad de Southwest Airlines como N50SW, se entregó por primera vez en febrero de 1978 y se vendió a Air Philippines 20 años después. Al momento del accidente tenía 22 años y 3 meses.

## Accidente
El 19 de abril de 2000, el vuelo 541, con 131 pasajeros y tripulación, salió de Manila alrededor de las 5:30 a. m., con destino a la ciudad de Dávao. Alrededor de las 7 de la mañana, el Boeing se acercaba a la pista 05 siguiendo un Airbus 319. Cuando el vuelo 541 se liberó de las nubes, la tripulación observó que el A319 aún no había despejado la pista, momento en el que avisaron al ATC que realizaría un procedimiento de aproximación frustrada. El vuelo 541 comenzó a ascender y volvió a entrar en las nubes. El procedimiento correcto habría sido subir a 4,000 pies sobre instrumentos y dar vueltas para tomar la pendiente guía. En cambio, la tripulación intentó volar VFR en condiciones de instrumentos a menor altitud. El vuelo 541 entró en contacto con un cocotero a unos 500 pies sobre el nivel del mar y se estrelló unas pocas millas al oeste del aeropuerto. Posteriormente, el avión se incendió y se desintegró; no hubo supervivientes.

## Consecuencias
Los habitantes de la isla dijeron que el avión volaba a baja altura y chocó contra la copa de un cocotero, que derribó parte de su ala. Dijeron que parecía que el avión intentó detenerse con la potencia máxima del motor, pero falló y se estrelló. El avión se desintegró y se incendió cuando cayó en un cocotero. Los funcionarios del aeropuerto dijeron que el cielo estaba nublado en el momento del accidente.
El aeropuerto internacional de Dávao no tenía equipo completo para aterrizajes por instrumentos y los aterrizajes visuales se habían suspendido varios minutos antes del accidente.